# Homoneura barnardi
Homoneura barnardi är en tvåvingeart som först beskrevs av Ernst Evald Bergroth 1894.  Homoneura barnardi ingår i släktet Homoneura och familjen lövflugor. Inga underarter finns listade i Catalogue of Life.